# Diracov zapis
Diracov zapis je v fiziki in še posebej v kvantni mehaniki priročen zapis za označevanje kvantnomehanskih stanj, ki ga je leta 1939 uspešno uvedel angleški fizik Paul Adrien Maurice Dirac. V njem se skalarni produkt dveh kvantnomehanskih stanj označuje z oznako {\displaystyle \langle \phi |\psi \rangle \!\,}. Leva stran »{\displaystyle \langle \phi |\!\,}« se imenuje bra (okle), desna »{\displaystyle |\psi \rangle \!\,}« pa ket (paj), kar da skupaj bra(c)ket (angleško oklepaj). Zapis za konstrukcijo »brajev« in »ketov« rabi lomljena oklepaja, uklepaj »{\displaystyle \langle \!\,}« in zaklepaj »{\displaystyle \rangle \!\,}«, ter navpičnico »{\displaystyle |\!\,}«:
- ket ima obliko »{\displaystyle |\psi \rangle \!\,}«. Matematično označuje vektor {\displaystyle {\boldsymbol {\psi }}\!\,} v abstraktnem (kompleksnem) vektorskem prostoru {\displaystyle \Psi \!\,}, fizično pa predstavlja poljubno kvantnomehansko stanje.
- bra ima obliko »{\displaystyle \langle \phi |\!\,}« in matematično predstavlja linearni funkcional {\displaystyle \phi :\Psi \rightarrow \mathbb {\mathbb {C} } \!\,}, to je  linearno preslikavo, ki preslika vsak vektor v {\displaystyle \Psi \!\,} v število na kompleksni ravnini {\displaystyle \mathbb {\mathbb {C} } \!\,}.

Če linearni funkcional {\displaystyle \langle \phi |\!\,} deluje na vektor {\displaystyle |\psi \rangle \!\,}, se to zapiše kot {\displaystyle \langle \phi |\psi \rangle \in \mathbb {\mathbb {C} } \!\,}. Na {\displaystyle \Psi \!\,} je definiran skalarni produkt {\displaystyle (\cdot ,\cdot )\!\,} z antilinearnim prvim argumentom, zaradi česar je {\displaystyle \Psi \!\,} Hilbertov prostor. S tem skalarnim produktom se lahko vsak vektor {\displaystyle {\boldsymbol {\phi }}\equiv |\phi \rangle \!\,} poistoveti z odgovarjajočim linearnim funkcionalom, tako da se ga postavi v antilinearno prvo mesto notranjega produkta: {\displaystyle ({\boldsymbol {\phi }},\cdot )\equiv \langle \phi |\!\,}. Korespondenca med tema zapisoma je potem {\displaystyle ({\boldsymbol {\phi }},{\boldsymbol {\psi }})\equiv \langle \phi |\psi \rangle \!\,}. Linearni funkcional {\displaystyle \langle \phi |\!\,} je kovektor vektorja {\displaystyle |\phi \rangle \!\,}, množica vseh kovektorjev pa tvori dualni vektorski prostor {\displaystyle \Psi ^{\vee }\!\,} k začetnemu vektorskemu prostoru {\displaystyle \Psi \!\,}. Smisel tega linearnega funkcionala {\displaystyle \langle \phi |\!\,} se lahko sedaj razume s pomočjo tvorjenja projekcij na stanje {\displaystyle {\boldsymbol {\phi }}\!\,}, s čimer se lahko najde kako sta dve stanji linearno odvisni ipd. Za vektorski prostor {\displaystyle \mathbb {\mathbb {C} } ^{n}\!\,} lahko keti predstavljajo stolpične vektorje, braji pa vrstične vektorje. Kombinacije brajev, ketov in operatorjev se predstavi s pomočjo matričnega množenja. Če ima {\displaystyle \mathbb {\mathbb {C} } ^{n}\!\,} standardni hermitski notranji produkt {\displaystyle ({\boldsymbol {\phi }},{\boldsymbol {\psi }})=\phi ^{\dagger }\psi \!\,}, ima pri takšnem poistovetenju poistovetenje ketov in brajev, ter obratno z notranjim produktom, hermitsko konjugirano obliko {\displaystyle \dagger \!\,}. V splošnem Diracov zapis omogoča lažjo vizualno predstavitev bolj zapletenih izrazov – {\displaystyle \langle \ldots \rangle \!\,} je skalar, {\displaystyle |\ldots |\!\,} je operator, {\displaystyle |\ \ \rangle \!\,} je vektor iz obravnavanega prostora, {\displaystyle \langle \ \ |\!\,} pa vektor (linearni fukcional) iz njegovega dualnega prostora. Pri tem se ustrezni medseboj dualni objekti označujejo z enako črko.
Velikokrat se vektor ali funkcional v Diracovem zapisu opuščata in se znotraj tipografije za braje in kete rabi le oznaka. Na primer operator spina {\displaystyle {\hat {\sigma }}_{z}\!\,} na dvorazsežnem prostoru spinorjev {\displaystyle \Delta \!\,} ima lastne vrednosti {\displaystyle \pm \!\,}½  z lastnimi spinorji {\displaystyle {\boldsymbol {\psi }}_{+},{\boldsymbol {\psi }}_{-}\in \Delta \!\,}. V Diracovem zapisu se to tipično označi kot {\displaystyle {\boldsymbol {\psi }}_{+}=|+\rangle \!\,} in {\displaystyle {\boldsymbol {\psi }}_{-}=|-\rangle \!\,}. Kakor zgoraj se keti in braji z enako oznako obravnavajo kot keti in braji, ki odgovarjajo drug drugemu s pomočjo notranjega produkta. Še posebej kadar so poistoveteni z vrstičnimi in stolpičnimi vektorji, se keti in braji z enakimi oznakami poistovetijo s hermitsko transponiranimi (konjugiranimi) stolpičnimi in vrstičnimi vektorji.
Predhodnika Diracovega zapisa predstavlja zapis {\displaystyle [\phi {\mid }\psi ]\!\,} Hermanna Güntherja Grassmanna skoraj 100 let pred tem.

## Uvod
Diracov zapis je zapis za linearno algebro in linearne operatorje na kompleksnih vektorskih prostorih skupaj z njihovim dualnim prostorom tako v končnorazsežnem kot v neskončnorazsežnem primeru. Oblikovan je posebej za lažje računanje, ki se pogosto pojavlja v kvantni mehaniki. Njegova raba v kvantni mehaniki je zelo razširjena. Mnogo pojavov, ki jih pojasnjuje kvantna mehanika, je opisanih z Diracovim zapisom.

## Vektorski prostori

### Vektorji proti ketom
Izraz »vektor« se v matematiki rabi za element poljubnega vektorskega prostora. V fiziki je izraz »vektor« veliko bolj določen – nanaša se skoraj izključno na količine, kot sta na primer premik ali hitrost, s komponentami, ki so neposredno povezane s tremi razsežnostmi prostora ali relativistično s štirimi prostor-časa. Takšni vektorji so tipično označeni z nadpisanimi puščicami ({\displaystyle {\vec {r}}\!\,}), krepko pokončno ({\displaystyle \mathbf {p} \!\,}) ali z indeksi ({\displaystyle v^{\mu }\!\,}).
V kvantni mehaniki je kvantnomehansko stanje tipično predstavljeno kot element (kompleksnega) Hilbertovega prostora, na primer neskončno razsežnega vektorskega polja vseh možnih valovnih funkcij (kvadratnih integrabilnih funkcij, ki preslikajo vsako točno trirazsežnega prostora v kompleksno število), ali kakšnega bolj abstraktnega Hilbertovega prostora, konstruiranega bolj algebrsko. Ker se izraz »vektor« že rabi za nekaj drugega (glej predhodni razdelek), in ker se fiziki nagibajo k dogovorjenemu zapisu prostora, katerega element je nekaj, je običajno in priročno označiti element {\displaystyle \phi \!\,} abstraktnih kompleksnih vektorskih prostorov kot ket {\displaystyle |\phi \rangle \!\,} z navpičnicami in lomljenimi oklepaji, ter se nanje sklicevati kot na »kete« namesto na vektorje in brati »ket-{\displaystyle \phi \!\,}« ali »ket-A« za {\displaystyle |A\rangle \!\,}. Simboli, črke, števila ali celo besede (vse kar je primerno za ustrezno oznako) se lahko rabi kot oznaka znotraj keta z zapisom {\displaystyle |\ \ \rangle \!\,}, kjer je jasno pokazano, da oznaka označuje vektor v vektorskem prostoru. Drugače povedano – simbol »{\displaystyle |A\rangle \!\,}« ima določen in splošen matematični pomen, zapis »{\displaystyle A\!\,}« pa sam po sebi ne. {\displaystyle |1\rangle \!\,+|2\rangle } na primer ni nujno enako {\displaystyle |3\rangle \!\,}. Ne glede na to zaradi pripravnosti po navadi obstaja kakšna logična shema za oznakami znotraj ketov, kot je na primer splošna praksa označevanja lastnih ketov v kvantni mehaniki prek seznama njihovih kvantnih števil.

### Zapis brajev in ketov
Ker so keti le vektorji v hermitskem vektorskem prostoru, se lahko z njimi ravna prek običajnih pravil linearne algebre. Na primer:
{\displaystyle {\begin{aligned}|A\rangle &=|B\rangle +|C\rangle \\|C\rangle &=(-1+2i)|D\rangle \\|D\rangle &=\int _{-\infty }^{\infty }e^{-x^{2}}|x\rangle \,\mathrm {d} x\!\,.\end{aligned}}}
V zadnjem zgledu zgoraj nastopa neskončno mnogo različnih ketov, za vsako realno število {\displaystyle x\!\,} eden.
Če je ket element vektorskega prostora, je bra {\displaystyle \langle A|\!\,} element njegovega dualnega prostora – bra je linearni funkcional, kar je linearna preslikava iz vektorskega prostora na kompleksna števila. Zato je praktično razmišljati o ketih in brajih kot elementih različnih vektorskih prostorov (vseeno glej spodaj), ki sta oba različna uporabna koncepta.
Bra {\displaystyle \langle \phi |\!\,} in ket {\displaystyle |\psi \rangle \!\,} (to je funkcional in vektor), se lahko kombinirata v operator {\displaystyle |\psi \rangle \langle \phi |\!\,} z rangom ena z diadnim produktom:
{\displaystyle |\psi \rangle \langle \phi |:|\xi \rangle \mapsto |\psi \rangle \langle \phi |\xi \rangle ~\!\,.}

### Notranji produkt in poistovetenje brajev in ketov na Hilbertovem prostoru
Diracov zapis je še posebej uporaben v Hilbertovih prostorih z notranjim produktom, ki omogočajo hermitsko konjugacijo in poistovetenje vektorja z linearnim funkcionalom, to je ket z brajem in obratno (glej Rieszov reprezentacijski izrek). Notranji produkt na Hilbertovem prostoru {\displaystyle (\ ,\ )\!\,} (s prvim argumentom antilinearnim, čemur fiziki dajejo prednost) je v celoti enakovreden (antilinearnemu) poistovetenju med prostorom ketov in prostorom brajev v Diracovem zapisu – za vektor ket {\displaystyle \phi =|\phi \rangle \!\,,} se funkcional (bra) {\displaystyle f_{\phi }=\langle \phi |\!\,} definira kot:
{\displaystyle (\phi ,\psi )=(|\phi \rangle ,|\psi \rangle ):=f_{\phi }(\psi )=\langle \phi |\,{\bigl (}|\psi \rangle {\bigr )}=\langle \phi {\mid }\psi \rangle \!\,.}

#### Braji in keti kot vrstični in stolpični vektorji
V preprostem primeru, kadar se obravnava vektorski prostor {\displaystyle \mathbf {\mathbb {C} } ^{n}\!\,}, se lahko ket predstavi kot stolpični vektor, bra pa kot vrstični vektor. Če se naprej rabi standardni hermitski notranji produkt na {\displaystyle \mathbf {\mathbb {C} } ^{n}\!\,}, bra, ki odgovarja ketu, še posebej bra {\displaystyle \langle m|\!\,} in ket {\displaystyle |m\rangle \!\,} z enakimi oznakama sta konjugirano transponirana. Z dogovorom se doseže, da pisanje brajev, ketov in linearnih operatorjev drug poleg drugega preprosto pomeni matrično množenje. Še posebej se diadni produkt {\displaystyle |\psi \rangle \langle \phi |\!\,} stolpičnega in vrstičnega vektorja ket in bra lahko opredeli z matričnim množenjem (produkt stolpičnega in vrstičnega vektorja je enak matriki).
Za končnorazsežni vektorski prostor s fiksno ortonormirano bazo se lahko notranji produkt zapiše kot matrično množenje vrstičnega vektorja s stolpičnim:
{\displaystyle \langle A|B\rangle \doteq A_{1}^{*}B_{1}+A_{2}^{*}B_{2}+\cdots +A_{N}^{*}B_{N}={\begin{pmatrix}A_{1}^{*}&A_{2}^{*}&\cdots &A_{N}^{*}\end{pmatrix}}{\begin{pmatrix}B_{1}\\B_{2}\\\vdots \\B_{N}\end{pmatrix}}\!\,.}
Na podlagi tega se lahko braji in keti definirajo kot:
{\displaystyle {\begin{aligned}\langle A|&\doteq {\begin{pmatrix}A_{1}^{*}&A_{2}^{*}&\cdots &A_{N}^{*}\end{pmatrix}}\!\,,\\|B\rangle &\doteq {\begin{pmatrix}B_{1}\\B_{2}\\\vdots \\B_{N}\end{pmatrix}}\!\,.\end{aligned}}}
pri čemer se razume, da bra ob ketu pomeni matrično množenje.
Konjugirano transponiranje (imenovano tudi hermitsko konjugiranje) braja je odgovarjajoči ket in obratno:
{\displaystyle \langle A|^{\dagger }=|A\rangle ,\quad |A\rangle ^{\dagger }=\langle A|\!\,,}
saj, če se najprej zapiše bra:
{\displaystyle {\begin{pmatrix}A_{1}^{*}&A_{2}^{*}&\cdots &A_{N}^{*}\end{pmatrix}}\!\,,}
nato kompleksno konjugiranje in še transponiranje, sledi odgovarjajoči ket:
{\displaystyle {\begin{pmatrix}A_{1}\\A_{2}\\\vdots \\A_{N}\end{pmatrix}}\!\,.}
Zapisovanje elementov končnorazsežnega (ali s potrebnimi spremembami števno neskončnega) vektorskega prostora kot stolpčni vektor števil zahteva izbiro baze. Izbira baze ni vedno v pomoč, saj se računi v kvantni mehaniki pogostokrat izvajajo v različnih bazah (npr. v bazi lege, bazi gibalne količine, lastni bazi energije), tako da se lahko zapiše na primer »{\displaystyle |m\rangle \!\,}«, kar ne pripada nobeni posebni bazi. V primerih, ki vsebujejo dva različna pomembna bazna vektorja, se lahko v zapisu vzameta ekplicitno, kar bo pomenilo preprosto kot »{\displaystyle |-\rangle \!\,}« in »{\displaystyle |+\rangle \!\,}«.

### Nenormalizabilna stanja in nehilbertovski prostori
Diracov zapis se lahko rabi tudi če vektorski prostor ni Hilbertov.
V kvantni mehaniki se keti velikokrat zapisujejo z neskončno normo, to je z normalizabilnimi valovnimi funkcijami. Med takšne zglede spadajo stanja, katerih valovne funkcije so porazdelitve delta, ali neskončno ravno valovanje. Ti objekti tehnično gledano sami ne pripadajo Hilbertovemu prostoru. Definicija »Hilbertovega prostora« pa se za prilagoditev teh stanj (glej Gelfand-Najmark-Segalova konstrukcija ali opremljeni Hilbertov prostor) lahko razširi. V tem širšem konceptu Diracov zapis na podoben način še vedno velja.
Banachovi prostori so drugačne posplošitve Hilbertovih prostorov. V Banachovem prostoru {\displaystyle {\mathcal {B}}\!\,} se lahko vektorji označijo s keti in zvezni linearni funkcionali z braji. Prek poljubnega vektorskega prostora brez topologije se lahko označi vektorje s keti in linearni funkcionali z braji. V teh splošnejših kontekstih Diracov zapis nima pomena notranjega produkta saj Rieszov reprezentacijski izrek ne velja.

## Raba v kvantni mehaniki
Matematična struktura kvantne mehanike v veliki meri temelji na linearni algebri:
- valovna funkcija in druga kvantnomehanska stanja se lahko predstavijo kot vektorji v kompleksnem Hilbertovem prostoru. (Eksaktna struktura takšnega Hilbertova prostora je odvisna od razmer.) V Diracovem zapisu je elektron na primer lahko v »stanju« {\displaystyle |\psi \rangle \!\,}. (Tehnično gledano so kvantnomehanska stanja (projektivni) žarki vektorjev v Hilbertovem prostoru, saj {\displaystyle c|\psi \rangle \!\,} odgovarja enakemu stanju poljubnega kompleksnega števila {\displaystyle c\!\,}.
- kvantna superpozicija se lahko opiše kot vektorska vsota sestavnih stanj. Elektron v stanju {\displaystyle |1\rangle +i|2\rangle \!\,} je na primer v kvantni superpoziciji stanj {\displaystyle |1\rangle \!\,} in {\displaystyle |2\rangle \!\,}.
- meritve so povezane z linearnimi operatorji (imenovanimi opazljivke) v Hilbertovem prostoru kvantnomehanskih stanj.
- dinamika je tudi opisana z linearnimi operatorji v Hilbertovem prostoru. V Schrödingerjevi sliki na primer obstaja linearni operator časovnega razvoja {\displaystyle U\!\,} s takšno značilnostjo, da če je elektron trenutno v stanju {\displaystyle |\psi \rangle \!\,}, bo kasneje v stanju {\displaystyle U|\psi \rangle \!\,} –  enak {\displaystyle U\!\,} za vsak možni {\displaystyle |\psi \rangle \!\,}.
- normalizacija valovne funkcije je takšno skaliranje valovne funkcije, da je njena norma enaka 1.

Ker dejansko vsako računanje v kvantni mehaniki zahteva vektorje in linearne operatorje, velikokrat zahteva tudi Diracov zapis. Nekaj zgledov sledi:

### Brezspinska valovna funkcija koordinatnega prostora
Hilbertov prostor točkastega telesa s spinom 0 je zajet z »bazo lege« {\displaystyle |\mathbf {r} \rangle \!\,}, kjer oznaka {\displaystyle \mathbf {r} \!\,} določa množico vseh točk v koordinatnem prostoru. Ta oznaka je lastna vrednost operatorja lege, ki deluje na takšno bazno stanje {\displaystyle {\hat {\mathbf {r} }}|\mathbf {r} \rangle =\mathbf {r} |\mathbf {r} \rangle \!\,}. Ker v bazi obstaja neštevno neskončno mnogo vektorskih komponent, je to neštevno neskončnorazsežni Hilbertov prostor. Razsežnosti Hilbertovega prostora (po navadi neskončnega) in koordinatni prostor (po navadi 1, 2, ali 3) se ne smejo združiti.
Če se v tem Hilbertovem prostoru vzame poljubni {\displaystyle |\psi \rangle \!\,}, se lahko definira kompleksna skalarna funkcija po {\displaystyle \mathbf {r} \!\,}, znana kot valovna funkcija:
{\displaystyle \Psi (\mathbf {r} )\ {\stackrel {\text{def}}{=}}\ \langle \mathbf {r} |\Psi \rangle \!\,.}
Na levi strani enačbe je {\displaystyle \psi (\mathbf {r} )\!\,} funkcija, ki preslikuje vsako točko prostora v kompleksno število, na desni strani pa je {\displaystyle |\psi \rangle =\int \mathrm {d} ^{3}\mathbf {r} \ \psi (\mathbf {r} )\ |\mathbf {r} \rangle \!\,} ket kot sestava superpozicije ketov z relativnimi koeficienti, ki jih določa ta funkcija.
Običajno se potem definirajo linearni operatorji, ki delujejo na valovne funkcije z linearnimi operatorji delujočimi na kete, kot:
{\displaystyle {\hat {A}}\Psi (\mathbf {r} )\ {\stackrel {\text{def}}{=}}\ \langle \mathbf {r} |{\hat {A}}|\Psi \rangle \!\,.}
Operator gibalne količine {\displaystyle {\hat {\mathbf {p} }}\!\,} ima na primer naslednjo obliko:
{\displaystyle {\hat {\mathbf {p} }}\Psi (\mathbf {r} )\ {\stackrel {\text{def}}{=}}\ \langle \mathbf {r} |{\hat {\mathbf {p} }}|\Psi \rangle =-i\hbar \nabla \Psi (\mathbf {r} )\!\,.}
Včasih se naleti na izraz, ko je na primer:
{\displaystyle \nabla |\Psi \rangle \!\,,}
kar je včasih zloraba zapisa. Diferencialni operator je treba razumeti kot abstraktni operator, ki deluje na kete, kar ima vpliv na diferenciranje valovnih funkcij, ko je izraz projiciran na lego baze {\displaystyle \nabla \langle \mathbf {r} |\Psi \rangle \!\,}, čeprav je v bazi gibalne količine ta operator le multiplikacijski operator (z {\displaystyle i\hbar \mathbf {p} \!\,}). Oziroma:
{\displaystyle \langle \mathbf {r} |{\hat {\mathbf {p} }}=-i\hbar \nabla \langle \mathbf {r} |\!\,,}
ali:
{\displaystyle {\hat {\mathbf {p} }}=\int d^{3}\mathbf {r} ~|\mathbf {r} \rangle (-i\hbar \nabla )\langle \mathbf {r} |\!\,.}

### Prekrivanje stanj
V kvantni mehaniki se izraz {\displaystyle \langle \phi |\psi \rangle \!\,} tipično tolmači kot verjetnostna amplituda za stanje {\displaystyle \psi \!\,}, ko se ta zruši v stanje {\displaystyle \phi \!\,}. Matematično to pomeni koeficient za projekcijo {\displaystyle \psi \!\,} na {\displaystyle \phi \!\,}. Opiše se tudi kot projekcija stanja {\displaystyle \psi \!\,} na stanje {\displaystyle \phi \!\,}.